# Gie Laenen
Guido (Gie) Laenen (né à Turnhout le 3 février 1944) est un auteur jeunesse belge néerlandophone. Il a également été producteur et metteur en scène de diverses émissions de théâtre et de radio pour les jeunes.
Gie Laenen a été condamné, à plusieurs reprises, pour des délits sexuels impliquant des mineurs.

## Biographie
Après ses études de néerlandais et d'histoire, Gie Laenen commence sa carrière comme professeur de néerlandais au Klein Seminarie à Hoogstraten, où il travaille pendant sept ans. En 1973, il est condamné pour la première fois à une peine de trois ans de prison, dont un an effectif, pour des délits sexuels contre 14 élèves mineurs de cette école.
Cette condamnation judiciaire ne l’empêche pas de travailler ensuite pour le département jeunesse du Mechels Miniatuur Teater, puis de devenir producteur à la VRT, notamment pour l'émission de radio 't Koekoeksnest, et d’avoir une brillante carrière d'auteur jeunesse chez l'éditeur Tielt Lannoo.
Laenen a également été pendant un certain temps rédacteur en chef du magazine d'éducation artistique Aldoende. Ses romans jeunesse Leven overleven (1975) et Paultje, ze gaan weer vechten (1977) rencontrent un certain succès dans les années 1970 et font de Laenen un écrivain jeunesse avant-gardiste.
Le 11 mars 2005, il est condamné en première instance par le tribunal correctionnel de Malines à une peine d'emprisonnement de six ans et à une indemnité de plus de 2500 euros, pour abus sexuels, entre 1978 et 2002, sur plus de 25 garçons âgés de 11 et 16 ans. Ces actes ont été commis à son domicile de la Leopoldstraat à Malines lors de séances littéraires avec l'auteur. Il a été acquitté de possession de matériel pornographique. Laenen a fait appel, mais le 15 décembre 2005, la cour d'appel d'Anvers a confirmé sa peine de six ans de prison. Laenen saisit alors la Cour de cassation, qui cassa l'arrêt le 2 mai 2006. L'écrivain est finalement condamné le 30 juin 2008 à une peine de quatre ans d'emprisonnement effectif par la Cour d'appel de Bruxelles. En avril 2010, il est libéré sous surveillance (bracelet électronique).
Son épouse, Maria (Mieke) Laenen-Martens, a également été condamnée par le tribunal pour négligence à 12 mois de prison avec sursis. Le tribunal lui a reproché de s'être tue alors qu'elle aurait dû parler.
Depuis la condamnation de Laenen en 2005, les éditions Lannoo ont supprimé toute mention de son auteur jeunesse de son site Internet.

## Œuvres

### Œuvres en flamand
- 1975 - Leven overleven, Lannoo
- 1976 - Talikodos, de stille vriend, Lannoo
- 1977 - Paultje, ze gaan weer vechten, Lannoo
- 1978 - Sofie en Peter, Lannoo
- 1978 - Zeg het maar, Lannoo
- 1979 - Twee en twee is vier Lannoo
- 1981 - Tot het donker wordt, Lannoo
- 1982 - Anderland: Bruno's verre reizen, Lannoo
- 1982 - Juf is naar Japan, Lannoo
- 1984 - Het eiland, Lannoo
- 1984 - Het personage: de schrijver en zijn model, Lannoo
- 1985 - Een wonderkind, Manteau
- 1987 - Goed gek!, Manteau
- 1988 - Spoken, Houtekiet
- 1990 - De verboden tuin, Lannoo
- 1995 - Elk woord is waar!, Lannoo
- 1996 - De erfenis, Lannoo
- 1999 - Heen en terug, Lannoo
- 2000 - Triangel, Lannoo

### Traduction en français
- Il faut tenter de vivre, Alsatia, Signe de Piste, NSDP 89 (1979), illustrations photographiques d'Alain Gout. trad. du néerlandais (Leven overleven) par Carlo Nada.